# TV1 Production ApS
 TV1 Production ApS  er et tidligere produktionsselskab der lå på Helgeshøj Alle 22 i 2630 Taastrup ved København og blev grundlagt i 1988 af sangeren Johnny Reimar
TV1 Production ApS har produceret flere TV 2-julekalender, bla Trolderik og Nisserne (1990), Trolderiks Julekalender (1991), Trolderiks Posthule (1992), Skibet i Skilteskoven (1992) og Jul i Juleland (1993)
I 1992 solgte Johnny Reimar TV1 Production ApS til Gutenberghus som i dag hedder Egmont.
I sommeren 1994-1995 og 1997 optog Adaptor Frontier Media A/S Alletiders Jul (1994) Alletiders Nisse (1995) og Alletiders Julemand (1997) i TV1 Production ApS studier i Taastrup.
Produktionsselsskabet blev fusioneret med Nordisk Film Leasing ApS i 1996.